# Svart marknad
Svart marknad, även kallad svarta börsen eller skuggekonomi, är en illegal marknad där valutor, varor och tjänster byter ägare i strid med gällande lagar. Sådana marknader tenderar att uppstå:
- vid ransonering (till exempel i krigstid),
- när en vara är förbjuden (till exempel illegala droger, hembränt, vapen, prostitution, illegal djurhandel), eller
- i planekonomier och andra reglerade marknader där produktionen inte förmår tillfredsställa konsumenternas önskemål (exempelvis kan kraftiga hyresregleringar leda till en illegal andrahandsmarknad av bostäder).
- med stöldgods (häleri), smuggelvaror, med mera).
- hushållsnära tjänster och bostadsrenovering

## I Sverige
Begreppet svart marknad kom i bruk i Sverige under andra världskriget, då olaglig handel bedrevs med ransonerade varor som kaffe och kött, en handel som kulminerade 1943 då nära 11 000 personer dömdes för ransoneringsbrott. I Sverige kan hyreskontrakt med reglerad hyra köpas på den svarta marknaden, antingen från den nuvarande hyresgästen eller ibland direkt från fastighetsägaren.